# Sheppard Frere
Sheppard Sunderland Frere (* 23. August 1916 in Graffam, West Sussex; † 26. Februar 2015 in Abingdon, Oxfordshire) war ein britischer Provinzialrömischer Archäologe.
Frere studierte bis 1938 am Magdalene College in Cambridge. 1938 bis 1940 war er Lehrer am Epsom College, 1940 bis 1945 diente er im National Fire Service, 1945 bis 1954 war er erneut Lehrer am Lancing College. 1954 wurde er Lecturer in Archaeology an der Manchester University, 1955 dann Reader, 1963 Professor of the Archaeology of the Roman Provinces am Institute of Archaeology der University of London. Von 1966 bis 1988 war er Professor of Archaeology of the Roman Empire an der University of Oxford und Fellow des All Souls College. 1971 wurde er zum Mitglied der British Academy gewählt.
Von 1955 bis 1961 grub er in Verulamium.

## Veröffentlichungen  (Auswahl)
Siehe A bibliography of the published works of Sheppard Frere. In: Rome and her Northern Provinces. Papers presented to Sheppard Frere. Gloucester 1983, S. 4–12.
- Britannia. A history of Roman Britain, London, Routledge & Kegan Paul 1967
  - Revised edition. Routledge & Kegan Paul, London; Boston 1978. ISBN 0-7100-8916-3
  - 3rd ed., extensively rev. Routledge & Kegan Paul London; New York 1987. ISBN 0-7102-1215-1
- mit J. K. S. St Joseph: Roman Britain from the Air. Cambridge University Press, Cambridge 1983. ISBN 0-521-25088-9
- mit Frank Lepper: Trajan’s Column. A new edition of the Cichorius plates. Alan Sutton, Gloucester 1988. ISBN 0-86299-467-5

## Festschriften
- Rome and her Northern Provinces. Papers presented to Sheppard Frere in honour of his retirement from the Chair of the Archaeology of the Roman Empire, University of Oxford, 1983, hrsg. von Brian Hartley und John Wacher. Sutton, Gloucester 1983. ISBN 0-86299-046-7
- Romanitas. Essays on Roman archaeology in honour of Sheppard Frere on the occasion of his ninetieth birthday, hrsg. von R. J. A. Wilson. Oxbow, Oxford 2006. ISBN 1-84217-248-4; ISBN 978-1-84217-248-3